# Olszewnik (roślina)
Olszewnik (Selinum L.) – rodzaj roślin należący do rodziny selerowatych. Obejmuje 11 gatunków. Występują one w Europie, w północno-zachodniej Azji (Kazachstan i zachodnia Syberia) oraz w zachodnich Himalajach i w południowych Chinach. Do polskiej flory należy jeden gatunek – olszewnik kminkolistny (S. carvifolium).

## Morfologia
PokrójByliny o tęgim korzeniu palowym, krótkim i rozgałęzionym kłączu i wyprostowanej łodydze, u nasady zwykle z włóknisto postrzępionymi pochwami starych liści.
LiścieDolne ogonkowe, podwójnie lub potrójnie pierzastozłożone, czasem podwójnie trójlistkowe. Coraz wyższe liście mają coraz krótsze ogonki, górne siedzą na rozdętych pochwach. Wraz z wysokością, na jakiej wyrastają liście, ich blaszka także jest coraz bardziej zredukowana.
KwiatyZebrane w baldachy złożone, składające się z wielu baldaszków. Pokryw brak lub są obecne, zwykle nieliczne, czasem wcinane na wierzchołku lub pierzasto złożone. Pokrywki są liczne, podobne do pokryw. Kielich ma ząbki silnie zredukowane lub wyraźnie widoczne i wówczas równowąsko-lancetowate, nierówne. Płatki korony są białe lub zaróżowione, jajowate lub odwrotnie sercowate, na szczycie wycięte i tu z niewielką łatką. Stylopodium stożkowate, na szczycie z szyjkami słupka dwa razy od niego dłuższymi, odgiętymi po przekwitnieniu
OwoceRozłupki podługowato-jajowate, jajowate lub zaokrąglone, od strony odosiowej spłaszczone, nagie, z 5 żebrami oskrzydlonymi, przy czym skrzydełka żeber brzeżnych szersze i wyższe od grzbietowych. Smugi pojedyncze w bruzdach, ale po 2–4 w stopie.

## Systematyka
Pozycja systematyczna
Rodzaj należący do podrodziny Apioideae Seemann, rodziny selerowatych (Apiaceae Lindl.) z rzędu selerowców (Apiales Lindl.). Relacje i kryteria podziału między tym rodzajem i kilkoma innymi (m.in. selernicą Cnidium, lubiśnikiem Ligusticum i Kadenia) są niejasne.
Wykaz gatunków
- Selinum alatum (M.Bieb.) Poir.
- Selinum broteroi Hoffmanns. & Link
- Selinum carvifolium (L.) L. – olszewnik kminkolistny
- Selinum coniifolium (Boiss.) Leute
- Selinum cryptotaenium H.Boissieu
- Selinum filicifolium (Edgew.) Nasir
- Selinum longicalycium M.L.Sheh
- Selinum pauciradium (Sommier & Levier) Leute
- Selinum physospermifolium (Albov) Hand
- Selinum rhodopetalum (Pimenov & Kljuykov) Hand
- Selinum vaginatum (Edgew.) C.B.Clarke